# Hugo Hammans
Hugo Hammans (* 23. Juni 1927 in Rheurdt; † 8. November 2012 in Kempen) war ein deutscher Pädagoge, Entwicklungshelfer und Politiker (CDU). Er war von 1965 bis 1980 Mitglied des Deutschen Bundestages.

## Leben und Beruf
Hammans, Sohn eines Landwirts, musste seine Schullaufbahn unterbrechen, als er 1943/44 als Luftwaffenhelfer eingesetzt wurde. Nach dem Reichsarbeitsdienst wurde er zur Wehrmacht eingezogen. Er nahm als Soldat am Zweiten Weltkrieg teil, geriet 1945 in US-amerikanische Kriegsgefangenschaft, wurde im Sommer 1945 entlassen und machte dann am Adolfinum in Moers sein Abitur. Er studierte Sport und Biologie in Bonn und Innsbruck, machte 1953 sein Staatsexamen und promovierte 1954 in Innsbruck mit der Arbeit Die Entwicklung des Skeletts von Bufo Vulgaris bis zur Metamorphose zum Dr. rer. nat. 1955 trat er als Referendar in den höheren Schuldienst ein. Die Missio canonica für den katholischen Religionsunterricht erhielt Hammans 1957, im Jahr 1960 wurde er Studienrat. Von 1957 bis 1965 lehrte er am Gymnasium am Moltkeplatz, danach am Städtischen Arndt-Gymnasium in Krefeld.
Von 1981 bis 1990 war er als Entwicklungshelfer in Malawi und Samoa tätig. Dort galt sein Einsatz vor allem dem Kampf gegen den Nashornkäfer (auf Samoa) und den Großen Kornbohrer (in Malawi).

## Politik
Hammans war eines der Gründungsmitglieder der CDU Tönisberg. Von 1961 bis 1969 gehörte er dem dortigen Gemeinderat an. Im Jahr 1962 wurde er erstmals in den Kreistag des Kreises Kempen-Krefeld gewählt, dem er bis 1970 angehörte. Seit September 1964 war er dort Vorsitzender der CDU-Fraktion.
Hammans trat bei der  Wahl zum 5. Deutschen Bundestag am 19. September 1965 als Direktkandidat im Wahlkreis Kempen-Krefeld an und wurde mit 58,3 Prozent der Stimmen direkt gewählt. Er wurde bei den Bundestagswahlen 1969 (55,1 Prozent), 1972 (51,4 Prozent) und 1976 (53,9 Prozent) ebenfalls direkt in den Bundestag gewählt. Als Vorsitzender der deutsch-britischen Parlamentariergruppe engagierte sich Hammans im Bundestag besonders für den Eintritt Großbritanniens in die Europäische Gemeinschaft.
Bei der Bundestagswahl am 5. Oktober 1980 trat Hammans nicht mehr an. Sein Nachfolger wurde Julius Louven. Als Geschäftsführer der Vereinigung der ehemaligen Mitglieder des Deutschen Bundestages und des Europäischen Parlamentes blieb Hammans dem Parlamentsbetrieb von 1992 bis 2000 weiter verbunden.

## Ehrungen
Für sein Lebenswerk wurde Hugo Hammans mit dem Großen Bundesverdienstkreuz ausgezeichnet. 
Königin Elisabeth II. ernannte ihn zum Commander of the Order of the Britisch Empire (CBE).

## Familie
Mit seiner Frau Helga, die er 1953 heiratete und mit der er zwei Söhne hatte, lebte Hammans bis zuletzt in Tönisberg. Sein Grab liegt auf dem dortigen Friedhof.